# Mehmet VI
Mehmed VI (in arabo محمد السادس‎?, nome completo Mehmed Vahdettin o Mehmed Vahideddin; Istanbul, 14 gennaio 1861 – Sanremo, 16 maggio 1926) in italiano conosciuto come Maometto VI, fu il trentaseiesimo e ultimo sultano dell'impero ottomano dal 1918 al 1922. Fu inoltre il centesimo califfo dell'Islam.

## Biografia
Mehmed nacque al palazzo di Dolmabahçe o nel Palazzo di Beşiktaş, a Costantinopoli. Nel nono giorno successivo alla sua nascita egli venne ufficialmente circonciso con una cerimonia ufficiale che si tenne nella Sala della Circoncisione (Sünnet Odasi) del Palazzo Topkapı. Suo padre era il sultano Abdülmecid I, mentre sua madre era Gülistu Kadin (1831 – maggio 1861). Rimasto orfano di madre poco dopo la nascita, venne adottato da un'altra consorte, Şayeste Hanim. Aveva tre sorelle di sangue maggiori: le gemelle Zekiye Sultan e Fehime Sultan, morte nell'infanzia, e Mediha Sultan, in seguito adottata dalla consorte Verdicenan Kadin.
Come fratello minore di Mehmed V Resad Mehmed gli succedette a causa del suicidio dell'erede al trono Şehzade Yusuf Izzeddin. Venne incoronato il 4 luglio 1918 come il 36º padishah.
La prima guerra mondiale si era risolta in un completo disastro per l'impero ottomano: le forze britanniche avevano occupato Baghdad e Gerusalemme e gran parte dell'impero doveva essere diviso tra gli alleati europei. Alla conferenza di Sanremo dell'aprile 1920, ai francesi era stato dato un mandato fiduciario sulla Siria e agli inglesi su Palestina e Mesopotamia. Il 10 agosto 1920 gli ambasciatori di Mehmed VI firmarono, senza opporre resistenze alla durezza dell'accordo, il Trattato di Sèvres, con il quale si riconoscevano i mandati, si aboliva il controllo ottomano sull'Anatolia e Smirne, venivano considerevolmente ridotti i confini della Turchia, e si riconosceva l'indipendenza di Hijaz.
L'accettazione del trattato da parte del sultano provocò forti agitazioni e fece mobilitare i nazionalisti turchi. Un nuovo governo, la Grande Assemblea Nazionale Turca, guidato da Mustafa Kemal, con base ad Ankara, si era formato contemporaneamente allo svolgersi della conferenza, ad aprile del 1920. Dopo duri scontri il 23 aprile l'esercito del Califfo si arrese e il governo di Mehmed fu sconfessato e venne promulgata una costituzione temporanea.
Il successo dei nazionalisti dopo diverse brillanti campagne militari contro truppe di guerriglieri armeni in Anatolia orientale, di francesi in Cilicia e contro l'esercito greco in Anatolia Occidentale, portò all'abolizione del sultanato il 1º novembre 1922 (mantenendo nella dinastia ottomana la sola carica di califfo). Il 17 novembre Mehmed lasciò Istanbul a bordo di una nave da guerra britannica. Condannato all'esilio a Malta, Mehmed in seguito passò gli ultimi anni della sua vita sulla riviera ligure. Il 19 novembre 1922, dopo essere stato dichiarato decaduto, suo cugino venne eletto califfo con il nome di Abdülmecid II, divenendo la nuova guida della dinastia. Morì il 16 maggio 1926 a Villa delle Magnolie in Sanremo, venendo sepolto a Damasco.

## Famiglia

### Consorti
Mehmed VI aveva cinque consorti:
- Nazikeda Kadın (9 ottobre 1866 - 4 aprile 1941). BaşKadin e unica consorte per vent'anni, è considerata l'ultima imperatrice ottomana. Nata Emine Marşania, era abcasa e prima di sposare Mehmed era a servizio di Cemile Sultan con le sorelle e le cugine. Mehmed ottenne il permesso per sposarla nel 1885, dopo un anno di insistenze, dopo che minacciò di non sposarsi mai altrimenti e che Nazikeda sarebbe stata la sua unica consorte. Mantenne la parola fin quando, dopo avergli dato tre figlie, Nazikeda non poté più avere figli, il che costrinse Mehmed a prendere altre consorti. Venne descritta come alta e bellissima, formosa, con pelle chiara, occhi nocciola chiaro e con lunghi capelli castano ramato.
- Inşirah Hanim (10 luglio 1887 - 10 giugno 1930). Nata Seniye Voçibe, era circassa, nipote di Durriaden Kadin, consorte di Mehmed V, fratellastro maggiore di Mehmed VI. Era alta, con splendidi occhi blu e lunghissimi capelli castano scuro. Venne chiesta in moglie da Mehmed nel 1905. Inşirah si rifiutò, ma fu obbligata da suo padre e suo fratello. Infelice ma comunque gelosa, divorziò da Mehmed nel 1909, quando trovò una serva nelle sue stanze. Avendo divorziato prima della salita al trono di Mehmed non fu mai una Consorte Imperiale. In seguito cadde in depressione e nel 1922 cercò di ritornare dal marito, ora in esilio a Sanremo, ma non le fu permesso di vederlo e lui non fu avvisato della sua presenza. Tentò il suicidio due volte. La prima fu salvata dalla nipote, ma la seconda riuscì annegandosi nel Nilo.
- Müveddet Kadın (12 ottobre 1893 - 20 dicembre 1951). Seconda Kadın e unica consorte oltre a Nazikeda a ottenere il titolo. Nata Şadiye Çıhcı, venne introdotta a corte da Habibe Hanım, tesoriera dell'harem di Mehmed. Si sposarono nel 1911. Era alta, con occhi azzurri e capelli ramati ed era nota come una donna molto dolce, timida, di buon cuore e laboriosa. Era amata e rispettata anche dalle figliastre. Diede a Mehmed il suo unico figlio maschio, la cui morte la fece cadere in depressione. Dopo la morte di Mehmed si risposò, ma divorziò dopo quattro anni.
- Nevvare Hanim (4 maggio 1901 - 13 giugno 1992). BaşIkbal. Nata Ayşe Çıhçı, era nipote di Müveddet Kadın, che si occupò di crescerla. Sposò Mehmed nel 1918, anche se Müveddet fece tutto il possibile per impedirlo. Era alta e bella, con occhi verdi e lunghi capelli neri, di carattere gentile ma orgoglioso. Chiese il divorzio nel 1922, quando Mehmed fu deposto ed esiliato, e le fu concesso nel 1924. Dopodiché, si risposò.
- Nevzad Hanim (2 marzo 1902 - 23 giugno 1992). Seconda Ikbal e ultima donna a divenire consorte di un sultano ottomano. Nata Nimet Bargu. Sposò Mehmed nel 1921, in precedenza era stata Kalfa (serva) in casa di Şehzade Mehmed Ziyaeddin, figlio del sultano Mehmed V. Fu la consorte favorita di Mehmed nei suoi ultimi anni, tanto che si dice che non accettasse mai di separarsi da lei. Dopo la morte di Mehmed riprese il suo nome originale, si risposò ed ebbe un figlio e una figlia. Non accettò mai di parlare dei suoi anni da Consorte Imperiale.

### Figli
Mehmed VI aveva un solo figlio:
- Şehzade Mehmed Ertuğrul (5 novembre 1912 - 2 luglio 1944) - con Müveddet Kadın. Non si sposò né ebbe figli.

### Figlie
Mehmed VI aveva tre figlie:
- Münire Fenire Sultan (1888 - 1888, due settimane dopo) - con Nazikeda Kadın. Morta infante, a volte viene considerata come due gemelle piuttosto che un'unica principessa.
- Fatma Ulviye Sultan (11 settembre 1892 - 25 gennaio 1967) - con Nazikeda Kadın. Sposata due volte, ebbe una figlia.
- Rukiye Sabiha Sultan (19 marzo 1894 - 26 agosto 1971) - con Nazikeda Kadın. Sposò suo cugino di secondo grado Şehzade Ömer Faruk, figlio del califfo Abdülmecid II, ed ebbe tre figlie.